# Ricardo Montalbán
Ricardo Gonzalo Pedro Montalbán y Merino (25. listopadu 1920 Ciudad de México, Mexiko – 14. ledna 2009 Los Angeles, Kalifornie, USA) byl mexicko-americký rozhlasový, televizní, divadelní a filmový herec, jehož herecká kariéra spadá do sedmi desetiletí (natáčel filmy mezi lety 1943 a 2006). V polovině 70. let 20. století byl známý díky svému hlasu v televizní reklamě na automobil Chrysler Cordoba, v letech 1977 a 1984 hrál hlavní roli Mr. Roarkea ve fantasy seriálu Fantasy Island. Roku 1967 ztvárnil geneticky vylepšeného tyrana Khana Nooniena Singha v epizodě „Vesmírné sémě“ sci-fi seriálu Star Trek a tuto roli (jako jednu z hlavních postav) si zopakoval v celovečerním filmu Star Trek II: Khanův hněv (1982). Roku 1978 získal cenu Emmy, v roce 1993 cenu za celoživotní dílo od Screen Actors Guild. V herectví pokračoval i po dosažení 80 let, objevil se například jako děda ve snímcích Spy Kids 2: Ostrov ztracených snů (2002) a Spy Kids 3-D: Game Over (2003).